# Bathyphantes nigrinus
Bathyphantes nigrinus – gatunek pająka z rodziny osnuwikowatych. Zamieszkuje Europę i Syberię.

## Taksonomia
Gatunek ten opisany został po raz pierwszy w 1851 roku przez Nicolasa Westringa w „Göteborgs Kungliga Vetenskaps och Vitterhets Samhälles Handlingar” pod nazwą Linyphia nigrina. W 1882 roku James Henry Emerton umieścił go w rodzaju Diplostyla. Do rodzaju Bathyphantes przeniósł go Eugène Simon w 1884 roku.

## Morfologia

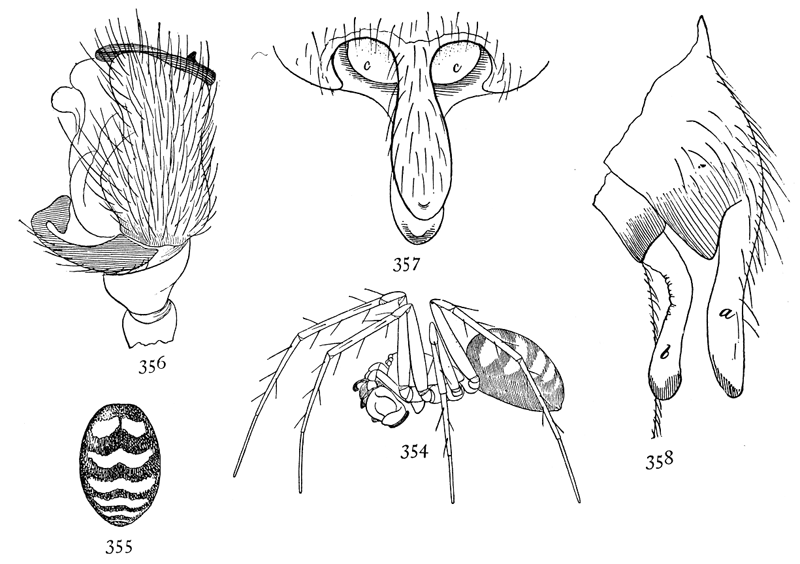
Rysunki z publikacji Emertona. 354: samiec w widoku bocznym, 355: opistosoma samicy, 356: bulbus samca, 357 i 358: płytka płciowa samicy

Pająk osiągający od 2,5 do 3 mm długości ciała. Karapaks jest rudobrązowy z przyciemnionymi krawędziami, pozbawiony garbka za oczami. Rudobrązowe szczękoczułki mają na przedniej krawędzi bruzdy trzy ząbki, a na tylnej pięć ząbków. Sternum ma prawie czarne ubarwienie. Kolorystyka odnóży jest żółtobrązowa, pozbawiona obrączkowania. Opistosoma (odwłok) jest ciemnoszara, zazwyczaj z jasnym wzorem po bokach i na stronie grzbietowej złożonym z poprzecznych pasków lub szewronów, a niekiedy z całą stroną grzbietową jasną.
Nogogłaszczki samca cechują się robiącym wrażenie kątowo zagiętego zewnętrznym brzegiem paracymbium, prostokątnie zagiętym wierzchołkiem apofizy tegularnej, odsiebną wypustką leżącej na radiksie lamelli chudą, długą, zakrzywioną i nierozwidloną oraz tworzącym w odsiebnej części bulbusa długą i grubą spiralę embolusem. Płytka płciowa samicy jest zaopatrzona w wąski i długi trzonek, a bruzda epigynalna jest dłuższa niż szersza. Smukła wypustka tylna (paramula) położonej na grzbietowej ściance przedsionka płytki atrialnej nie jest wydłużona i prosta.

## Ekologia i występowanie
Pająk zasiedlający cieniste i silnie wilgotne stanowiska w lasach i zadrzewieniach, najczęstszy w olsach. Bytuje głównie w runie, ale też w ściółce, wśród mchów i w dolnych partiach podszytu. Osobniki dorosłe są aktywne przez cały rok, najliczniej jednak występują na przełomie wiosny i lata oraz jesienią.
Gatunek palearktyczny. W Europie znany jest z Irlandii, Wielkiej Brytanii, Francji, Belgii, Holandii, Luksemburga, Niemiec, Szwajcarii, Austrii, Włoch, Danii, Szwecji, Norwegii, Finlandii, Estonii, Łotwy, Litwy, Polski, Czech, Słowacji, Węgier, Białorusi, Ukrainy, Rumunii, Bułgarii, Słowenii, Chorwacji, Serbii, Macedonii Północnej oraz europejskiej części Rosji, w Azji zaś z południowej Syberii. Z Ameryki Północnej podawany był błędnie wskutek pomylenia z B. pallidus. Na starym kontynencie pająk ten jest pospolity i miejscami bardzo liczny.